# Delphinium nuttallianum
Delphinium nuttallianum là một loài thực vật có hoa trong họ Mao lương. Loài này được Pritz. ex Walp. mô tả khoa học đầu tiên năm 1843.

## Hình ảnh

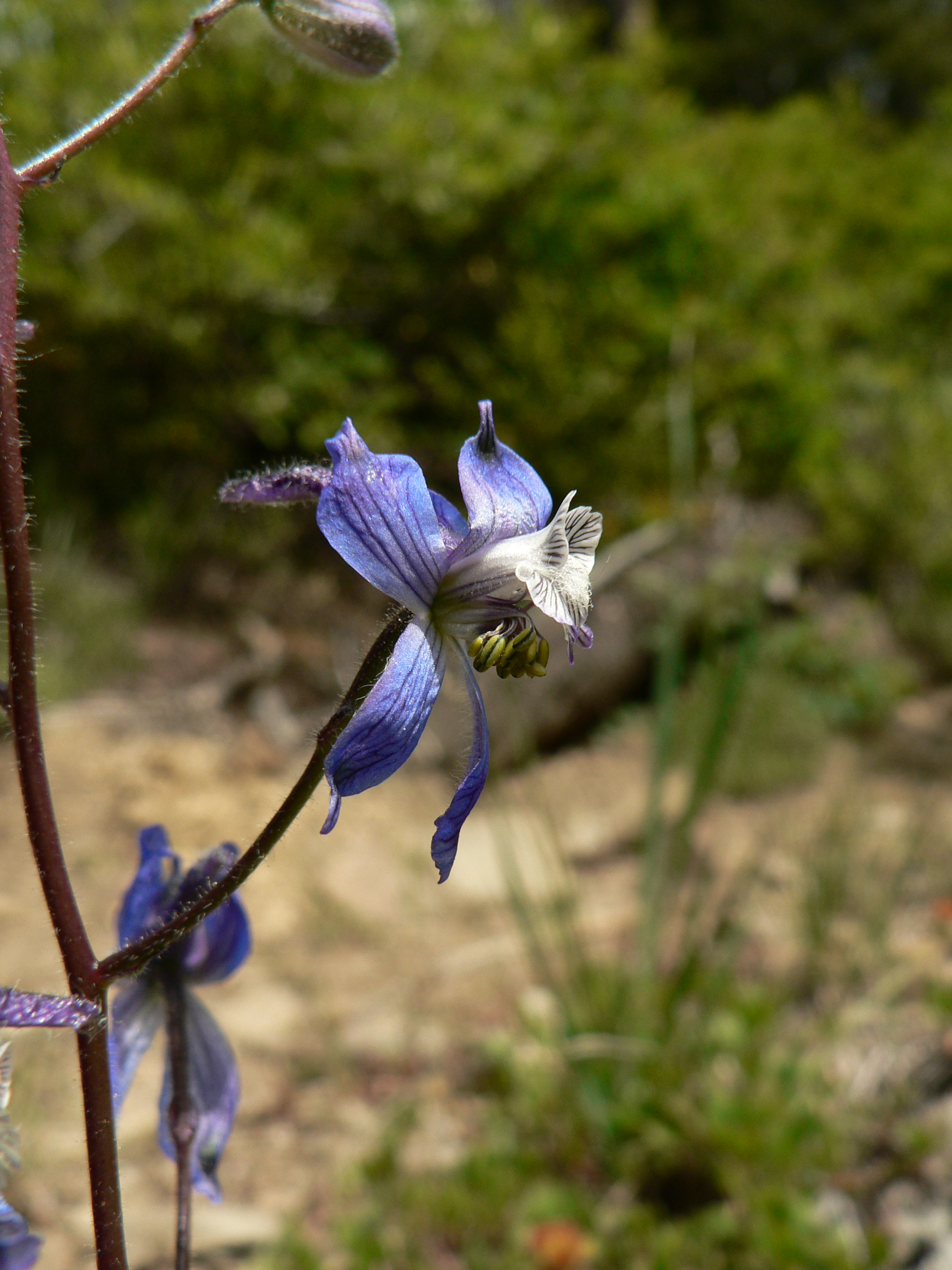
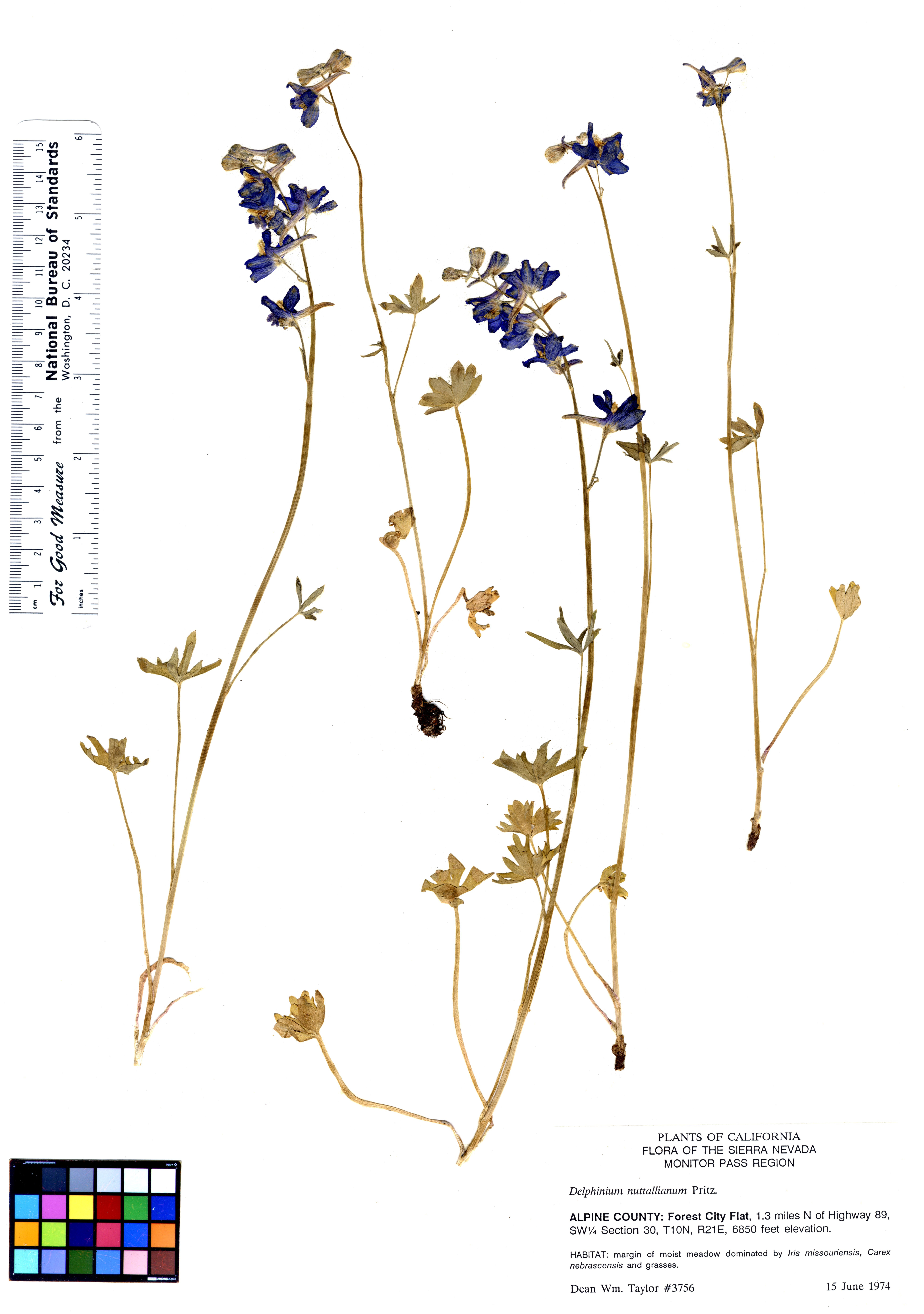
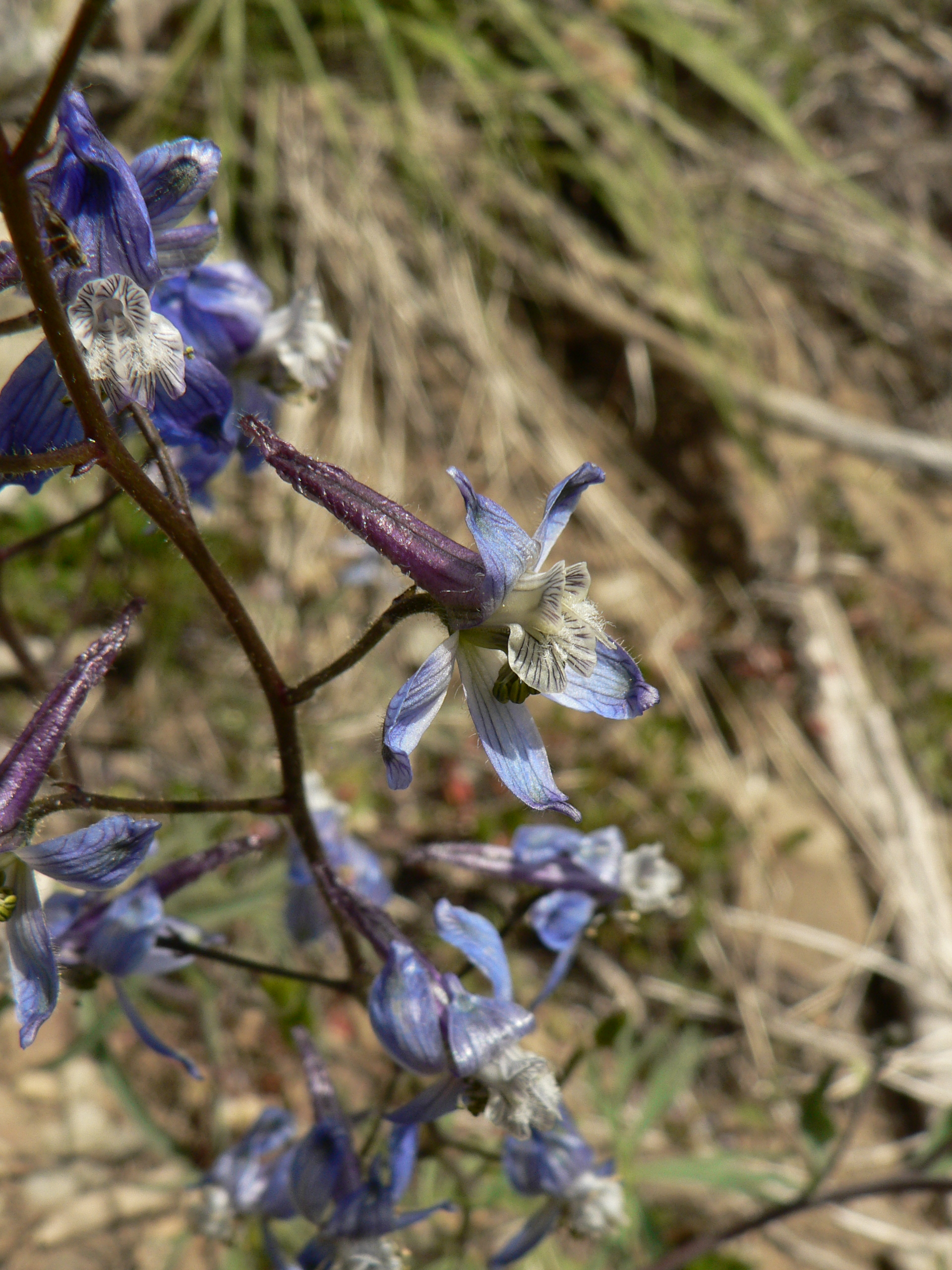
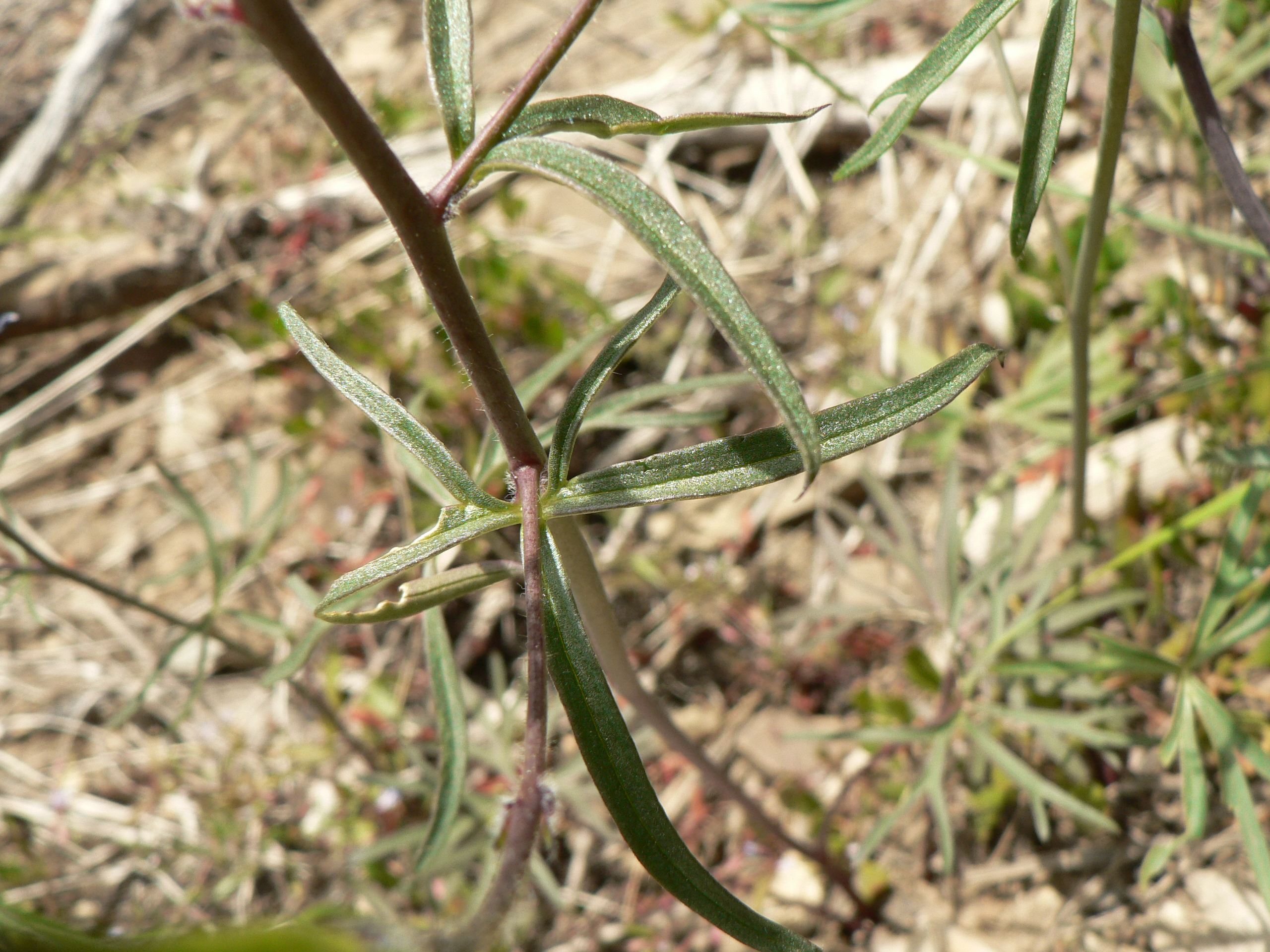